# Choc (Castries)
Choc ist ein nördlicher Vorort der Landeshauptstadt Castries im Quarter (Distrikt) Castries im Westen des Inselstaates St. Lucia in der Karibik. 

## Geographie
Der Ort liegt an der Choc Bay mit den Stränden Vigie Beach und Choc Beach bei Vide Bouteille Point und Rat Island. Im Umkreis schließen sich folgende Verwaltungseinheiten an: Union (N), Sunny Acres (O) und Vide Bouteille (S).

## Klima
Nach dem Köppen-Geiger-System zeichnet sich Choc durch ein tropisches Klima mit der Kurzbezeichnung Af aus.